# Fauna (mitologia)
Fauna (także Fatua, Fenta Fauna) – w mitologii rzymskiej bóstwo płodności i urodzaju, siostra i żona boga Fauna, często określana jako Dobra Bogini i utożsamiana z boginią Bona Dea. 
Uważana była za bóstwo chroniące kobiety przed bezpłodnością i czczona wyłącznie przez nie. Przyzywano ją również podczas wróżenia przyszłości.
Uważana za matkę Latynusa, herosa-eponima Lacjum, którego jakoby spłodziła z Herkulesem.
Od jej imienia utworzony został termin „fauna”, określający ogół gatunków zwierzęcych bądź świat zwierzęcy typowy dla pewnego obszaru.